# Stare Kurowo
Stare Kurowo (deutsch Altkarbe oder Alt Karbe, früher Altcarbe oder Alt Carbe) ist ein Dorf mit Sitz einer Landgemeinde im Powiat Strzelecko-Drezdenecki (Kreis Friedeberg (Neumark)-Driesen) in der polnischen Woiwodschaft Lebus.

## Geographische Lage
Stare Kurowo (Altkarbe) liegt in der Neumark, etwa neun Kilometer östlich der Stadt Friedeberg (Neumark) (Strzelce Krajeńskie) und dreißig Kilometer nordöstlich der Stadt Landsberg an der Warthe (Gorzów Wielkopolski).
Eine Straßenverbindung besteht über die Woiwodschaftsstraßen 155 (Pławin (Breitenwerder) – Stare Kurowo) und 156 (Lipiany (Lippehne) – Barlinek (Berlinchen) – Strzelce Krajeńskie (Friedeberg (Neumark)) – Drezdenko (Driesen)).
Stare Kurowo ist Bahnstation an der Staatsbahnlinie 203 von Kostrzyn nad Odrą (Küstrin) über Gorzów Wielkopolski (Landsberg a.d. Warthe) nach Tczew (Dirschau), der früheren preußischen Ostbahnstrecke von Berlin nach Königsberg (Preußen).
|  |

## Dorf Stare Kurowo (Altkarbe)

### Geschichte

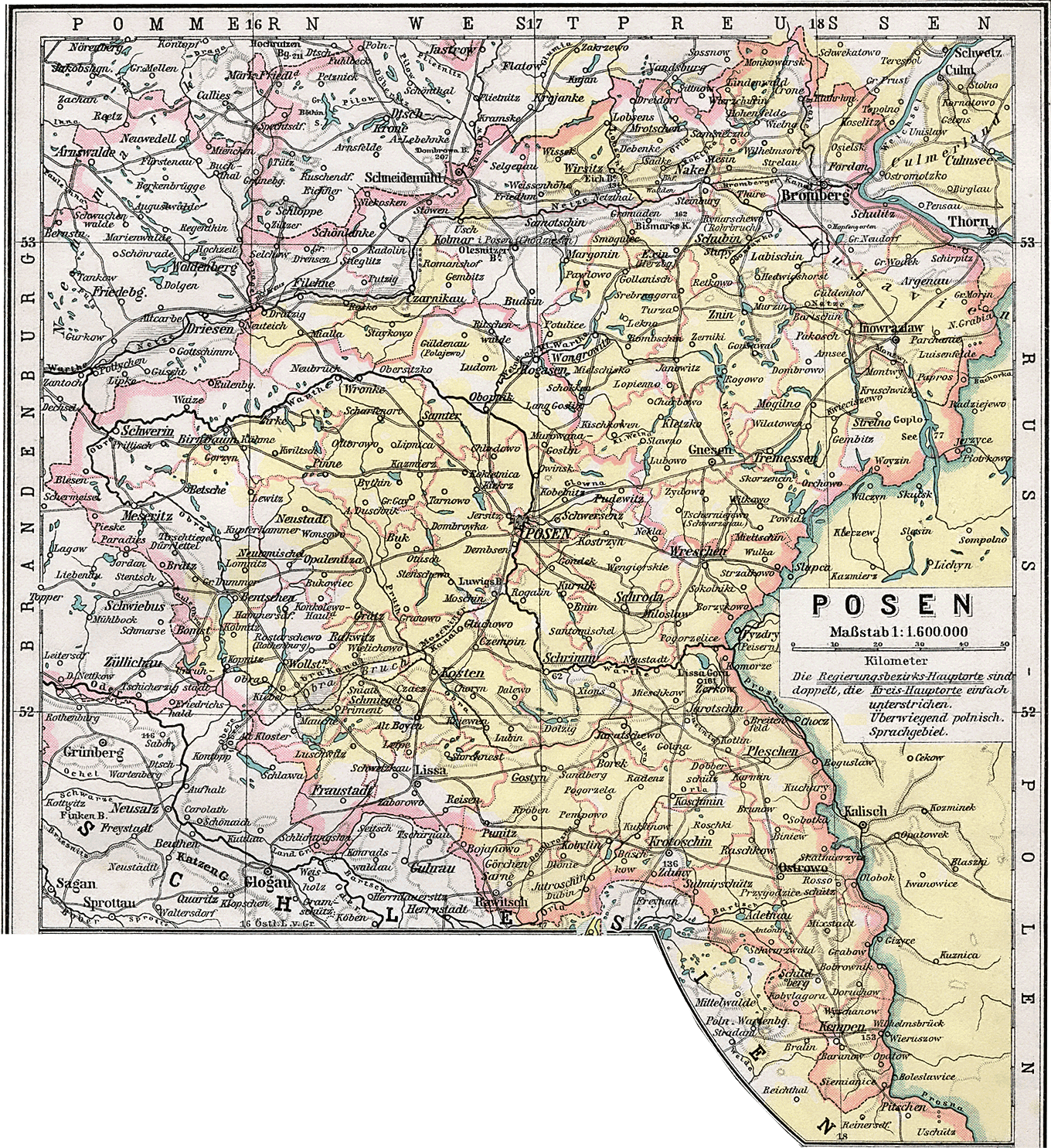
Altkarbe (Altcarbe) nordöstlich der Einmündung der Netze in die Warthe, nordwestlich der Stadt Posen und südwestlich der Stadt Schneidemühl auf einer Landkarte der Provinz Posen von 1905 (gelb markierte Flächen kennzeichnen Gebiete mit seinerzeit mehrheitlich polnischsprachiger Bevölkerung).

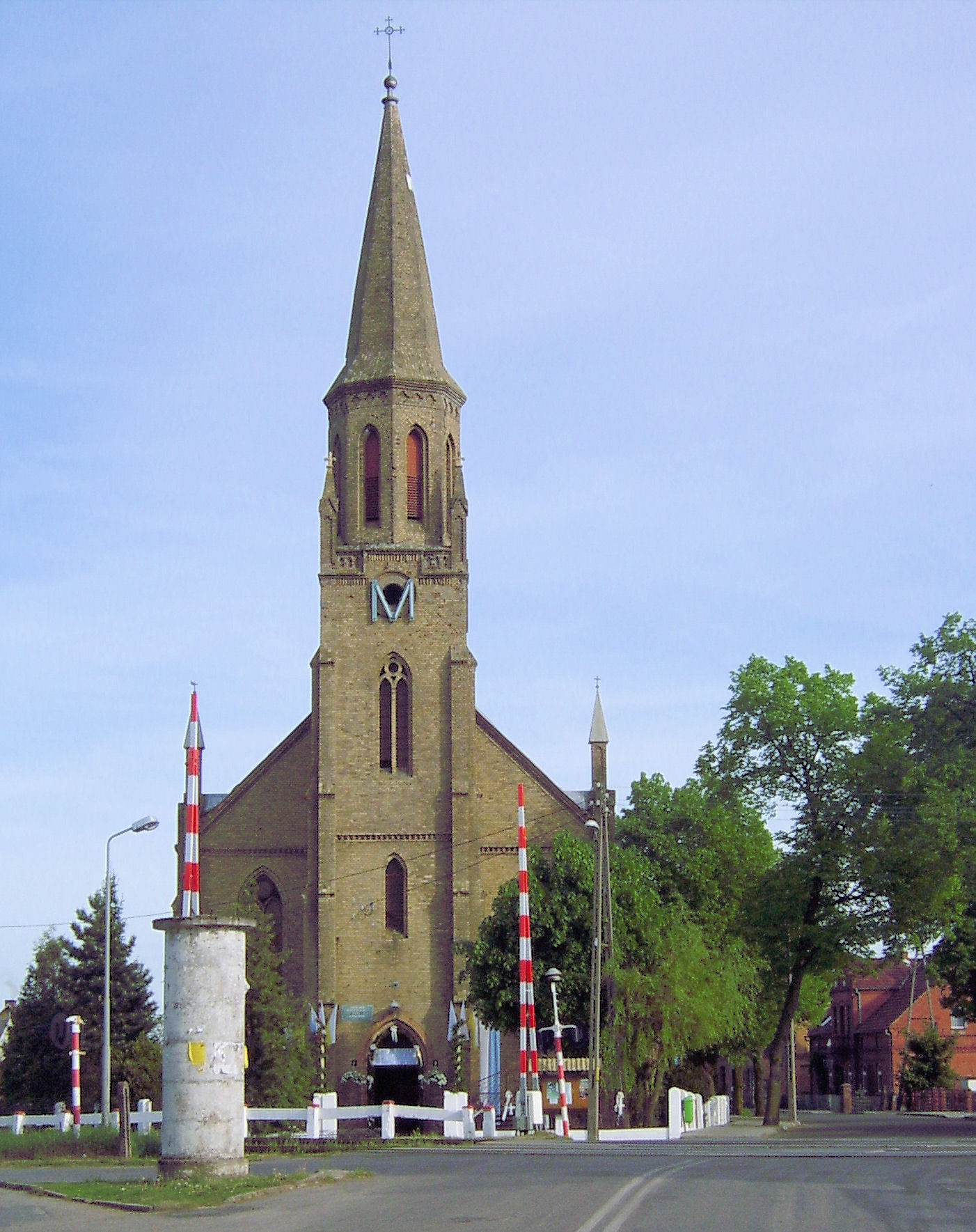
Die Kirche in Stare Kurowo (Altkarbe, bis 1945 evangelisch)

Das Dorf wird 1317 unter den Namen Carow und Garrow erstmals erwähnt. Um 1608 hatte Altkarbe zum Amt Driesen gehört, dessen Grundherr auf Schloss Driesen nördlich der Stadt Driesen, die ebenfalls zu seinem Besitz gehörte, saß.
Um 1860 gab es hier 113 Wohnhäuser, eine Schule, zwei Wassermühlen, eine Ölmühle, eine Schneidemühle und eine Eisenbahn-Haltestelle. Seit der zweiten Hälfte des 19. Jahrhunderts entwickelte sich der Ort rasch zu einem Großdorf.
Bis 1939 gehörte das Dorf zum  Landkreis Friedeberg Nm. im Regierungsbezirk Frankfurt der preußischen Provinz Brandenburg. Zwischen 1939 und 1945 war der Landkreis Teil des Regierungsbezirks Grenzmark Posen-Westpreußen der Provinz Pommern.
Vor 1945 bildete Altkarbe mit den Gemeinden Haferwiese (heute polnisch: Łącznica) und Hohenkarzig (Hardzko) den Amts- und Standesamtsbezirk Altkarbe. Der Amtsgerichtsbereich war Friedeberg (Neumark).
Gegen Ende des Zweiten Weltkriegs wurde die Region im Frühjahr 1945 von der Roten Armee besetzt. Bald darauf wurde Altkarbe unter polnische Verwaltung gestellt. Es quartierten sich nun Polen in Altkarbe ein. In der Folgezeit wurden die eingesessenen Dorfbewohner vertrieben. Das deutsche Dorf Altkarbe wurde in Stare Kurowo umbenannt.
Seit 1945 ist der in Stare Kurowo umbenannte Ort Teil und auch Sitz der gleichnamigen Gmina im Powiat Strzelecko-Drezdenecki in der Woiwodschaft Lebus (bis 1998 Woiwodschaft Landsberg).

#### Landwerk Altkarbe
Zur Vorbereitung jüdischer Jugendlicher auf ein Leben in Palästina existierte von 1933 bis 1936 die Hachschara-Stätte Landwerk Altkarbe auf dem Hof des jüdischen Landwirts Siegmund Levy, „der die Ausbildungsstätte wohl selbst mit ins Leben gerufen hatte und die praktische Ausbildung betrieb“.:S. 136 f. Nach Walter Zeev Weil, der den Beginn der Ausbildung auf das Jahr 1934 datierte, bestand die erste Gruppe an Auszubildenden aus etwa 25 bis 30 Personen, die aus dem jüdischen Jugendverband Makkabi Hazair stammten.
Zur Art der Ausbildung in Altkarbe verweist Fischer auf überlieferte Fotos von Abraham Pisarek:

„Sie zeigen Jungen und Mädchen bei land- und hauswirtschaftlichen Tätigkeiten […] sowie beim Hebräisch-Unterricht, Schachspiel und der Mahlzeit. Ins Auge fällt die geschlechtsspezifische ,Arbeitsteilung’: Feldarbeit, Pferde und Maschinen für die Jungen; Haus, Küche, Wäsche und Hühner für die Mädchen. ,Gemeinschaft’ entsteht beim Essen und beim Unterricht.“

Fischer verweist auf Einzelpersonen, die über das Landwerk Altkarbe den Weg nach Palästina fanden, während nach Weil die Makkabi-Gruppe, zu der auch sein Bruder Ernst Josef Weil (1915–1985) gehörte, 1935 nach Palästina aufgebrochen sei. Aus ihr gingen 1938 die Gründer des Kibbuz Maayan Zwi in der Region von Haifa hervor, dem sich 1945 auch Walter Zeev Weil anschloss.
Das Ende des Landwerks im Jahre 1936 könnte nach Fischer auf antisemitische Aktivitäten vor Ort zurückzuführen sein, ließ sich aber nicht eindeutig klären. Auch das Schicksal des Landwirts Siegmund Levy blieb ungeklärt. Sein Name gehört nicht zu den mindestens sechs aus Altkarbe stammenden oder dort wohnenden jüdische Männer und Frauen, die zwischen 1942 und 1945  in nationalsozialistischen Lagern und Zuchthäusern
umkamen.:S. 143

### Einwohnerzahlen
- 1804: 0242[2]
- 1840: 0714[2]
- 1858: 0975, darunter 15 Juden[2]
- 1864: 0881[7]
- 1910: 1713
- 1925: 2230, darunter 52 Katholiken und 20 Juden[8]
- 1933: 2879[9]
- 1939: 3013[9]

### Kirche
Die im neugotischen Stil erbaute Kirche wurde im Jahre 1877 als evangelisches Gotteshaus errichtet. Sie wurde enteignet und ist seit 1947  eine polnische katholische Kirche, die den Aposteln Piotr i Pawła (Petrus und Paulus) geweiht ist.
Bis 1945 gehörte Altkarbe zum Kirchspiel Hohenkarzig (heute polnisch: Garzdko) in der evangelischen Kirche der Altpreußischen Union. Die seit 1945 bestehende polnische katholische Gemeinde des Orts gehört zur Pfarrei Gardzko im Dekanat Strzelce Krajeńskie des Bistums Grünberg-Landsberg.
Hier lebende evangelische Kirchenglieder sind heute in Gorzów Wielkopolski (Landsberg a.d. Warthe) in der Diözese Breslau der Evangelisch-Augsburgischen Kirche in Polen eingepfarrt.

## Gmina Stare Kurowo

### Allgemeines
Die Landgemeinde Stare Kurowo umfasst eine Fläche von 77,88 km². Sie zählt 4.174 Einwohner, von denen mehr als die Hälfte im zentralen Dorf Stare Kurowo lebt. Die Gmina liegt im Nordosten der Woiwodschaft Lebus, und ihre südöstliche Gemeindegrenze bildet der Lauf der Notec (Netze).
Nachbargemeinden sind: Dobiegniew (Woldenberg), Drezdenko (Driesen), Strzelce Krajeńskie (Friedeberg (Neumark)) und Zwierzyn (Neu Mecklenburg).

### Gemeindegliederung
Neben dem Zentralort Stare Kurowo gehören zur Gmina zehn Ortschaften, die auch alle einen eigenen Ortsteil (Schulzenamt) bilden:
- Błotnica (Brenkenhofswalde), Głęboczek (Franzthal), Kawki (Altkarber Berge), Łącznica (Haferwiese), Łęgowo (Vorbruch), Nowe Kurowo (Neukarbe), Przynotecko (Netzbruch), Pławin (Breitenwerder),  Rokitno (Rothegrund) und Smolarz (Steinspring).

### Verkehr
Bedeutsam für die Gmina Stare Kurowo ist die Anbindung an die Bahnstrecke von Kostrzyn nad Odrą (Küstrin) nach Tczew (Dirschau) (ehemalige Preußische Ostbahn).
Von den drei Woiwodschaftsstraßen (DW), die die Gmina Stare Kurowo durchziehen, ist die DW 156 die bedeutendste. Sie verbindet Lipiany (Lippehne) mit Drezdenko (Driesen) und ist auch das Band der Gmina, an das die anderen beiden Woiwodschaftsstraßen, die DW 154, von Trzebicz (Trebitsch) kommend, und die DW 155, die innerhalb der Gemeinde, im Ortsteil Pławin (Breitenwerder), beginnt und auch endet.

## Persönlichkeiten
- Friedrich Klemstein (1893–1945), deutscher Kommunist, Arbeitersportler und NS-Widerstandskämpfer
- Fritz Höft (1925–1995), deutscher Chorpädagoge und Chordirigent